# Paul Massie
Paul Massie (eigentlich Arthur Masse, * 7. Juli 1932 in St. Catharines, Ontario; † 8. Juni 2011 in Liverpool, Nova Scotia) war ein kanadischer Schauspieler, der 1958 mit dem BAFTA der englischen Filmkritik ausgezeichnet wurde.

## Leben
Massie ging 1952 nach England, um an der Londoner Central School of Speech and Drama zu studieren und reüssierte 1958 mit seinem ersten nennenswerten Filmauftritt in Der lautlose Krieg, für den er den BAFTA der englischen Filmkritik als bester junger Darsteller erhielt.
Bis 1962 nahm Massie einige Angebote zu weiteren Filmen und Fernsehproduktionen wahr; so interpretierte er u. a. Dr. Jekyll/Mr. Hyde in der Hammer-Produktion Schlag 12 in London und „Paul“ in der Tony-Hancock-Verfilmung Der Rebell, konzentrierte sich jedoch dann auf Bühnenarbeiten (so mit Breaking Point in London) und, ab Mitte des Jahrzehntes, auf die Aufgabe als Schauspiellehrer. Von den 1970er Jahren bis zu seinem Ruhestand 1996 unterrichtete er an der University of South Florida in Tampa, wo er bereits früher gespielt und inszeniert hatte. Eigene Auftritte in Filmen und Fernsehsendungen blieben sporadisch und meist auf Gastrollen in Serien, oft für das kanadische Fernsehen, beschränkt; bemerkenswert war die Miniserie Der Pfadfinder, in der er 1973 für die BBC die Titelrolle verkörperte.

## Filmografie (Auswahl)
- 1958: Der lautlose Krieg (Orders to Kill)
- 1959: Die Nacht ist mein Feind  (Libel)
- 1960: Schlag 12 in London (The Two Faces of Dr. Jekyll)
- 1961: Der Rebell (The Rebel)
- 1965: Mit Schirm, Charme und Melone (The Avengers, Fernsehserie, eine Folge)
- 1973: Der Pfadfinder (Hawkeye, the Pathfinder) (Miniserie)